# Segesta (metrostation)
Segesta is een metrostation in de Italiaanse stad Milaan dat werd geopend op 29 april 2015 en wordt bediend door lijn 5 van de metro van Milaan.

## Ligging en inrichting
Het station is het oostelijkste van de drie metrostations in de wijk San Siro. De bouw begon in november 2010 als onderdeel van het westelijke deel van lijn 5. In en rond het station werd de  Milano Massivo methode toegepast voor het spoorbed om trillingen door voorbijrijdende metrostellen te beperken. Het station is ingedeeld volgens het standaardontwerp voor lijn 5 met een verdeelhal op niveau -1 boven de sporen op niveau -2. Tussen de perrons en de verdeelhal zijn een vaste trap, twee roltrappen en twee liften beschikbaar voor reizigers. De lift tussen verdeelhal en het maaiveld staat bij de hoek van de Via degli Ottoboni en de Via Simone Stratico. Midden op het plein is een toegang met roltrap en vaste trap die eveneens direct aansluit op de verdeelhal. Daarnaast liggen nog twee toegangen langs de Via degli Ottoboni die via een korte tunnel eveneens met de verdeelhal verbonden zijn.